# Atsushi Hiwasa

a Compétitions nationales et continentales officielles uniquement.

b Matchs officiels uniquement.
Dernière mise à jour le 22 août 2022.
Atsushi Hiwasa (日和佐篤, Hiwasa Atsushi), né le 22 mai 1987 à Kobe (Japon), est un joueur de rugby à XV international japonais évoluant au poste de demi de mêlée. Il évolue avec le club japonais des Kobelco Kobe Steelers en League One depuis 2018. Il mesure 1,66 m pour 72 kg.

## Carrière

### En club
Atsushi Hiwasa a commencé par évoluer en championnat japonais universitaire avec son club de l'Université Hōsei entre 2006 et 2010.
Il a ensuite fait ses débuts professionnels en 2010 avec le club des Suntory Sungoliath situé à Fuchū et qui évolue en Top League. Avec ce club, il joue 71 matchs et inscrit 25 points.
En 2012, il effectue une pige de quelques mois en tant que joker médical dans le club français du Stade français qui évolue en Top 14. Il ne dispute cependant pas le moindre match.
Il rejoint en 2016 la nouvelle franchise japonaise de Super Rugby : les Sunwolves. Il ne joue qu'une saison avec cette équipe, disputant huit rencontres.
En 2018, il quitte les Sungoliath pour rejoindre les Kobelco Steelers,.

### En équipe nationale
Atsushi Hiwasa obtient sa première cape internationale avec l'équipe du Japon le 30 avril 2011 à l'occasion d'un match contre l'équipe de Hong Kong à Hong Kong,.
En 2011, dès son premier Tournoi asiatique des Cinq Nations, il est nommé révélation du tournoi grâce à ses solides performances.
Quelques mois plus tard, il est sélectionné par John Kirwan pour participer à la Coupe du monde 2011 en Nouvelle-Zélande. Il dispute les quatre matchs de son équipe contre la France, la Nouvelle-Zélande, les Tonga et le Canada.
Il fait également partie du groupe japonais choisi par Eddie Jones pour participer à la Coupe du monde 2015 en Angleterre,. Il dispute quatre matchs, contre l'Afrique du Sud, l'Écosse, les Samoa et les États-Unis. Il participe ainsi à la victoire historique de son équipe face aux sud-africains à Brighton.
Il n'est pas rappelé en sélection à la suite de ce deuxième mondial.

## Palmarès

### En club
- Vainqueur du All Japan Championship en 2011, 2012, 2013, 2017 et 2018.
- Finaliste du All Japan Championship en 2015.

- Champion de Top League en 2012, 2013, 2017 et 2018.
- Finaliste de Top League en 2011 et 2014.

### En équipe nationale
- Vainqueur du Championnat d'Asie de rugby à XV en 2011, 2012, 2013, 2014 et 2015.
- Vainqueur de la Coupe des nations du Pacifique en 2011.

## Statistiques internationales
- 51 sélections avec le Japon entre 2011 et 2015.
- 5 points (1 essai).

- Participations aux  Coupes du monde en 2011 (4 matchs) et 2015 (4 matchs).